# Hohenfriedberg-Kaserne (Bad Freienwalde)

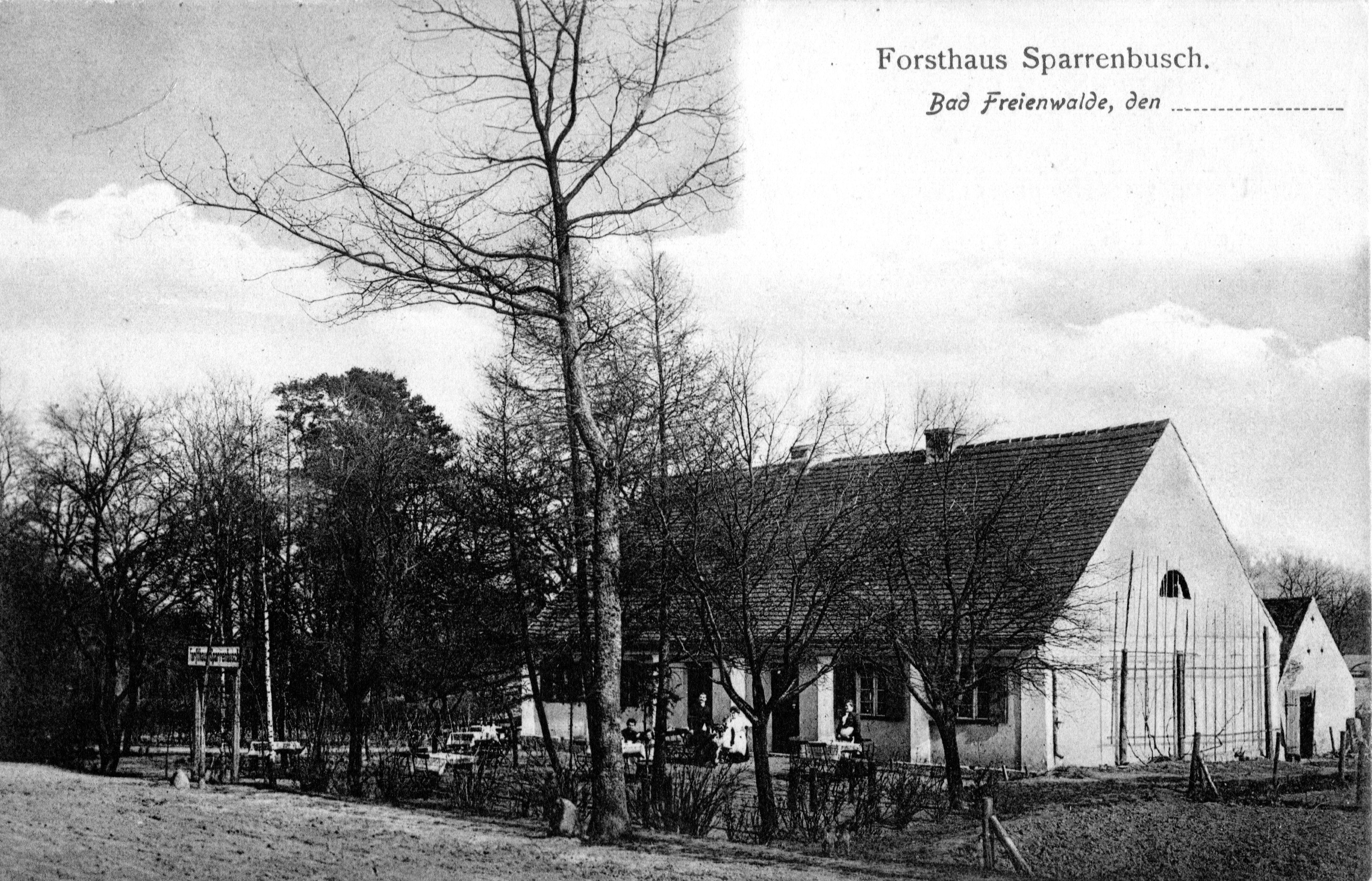
Ansichtskarte: Gebäude der Försterei am Sparrenbusch, Restaurant "Forsthaus Sparrenbusch" bei Bad Freienwalde (Oder), 1916

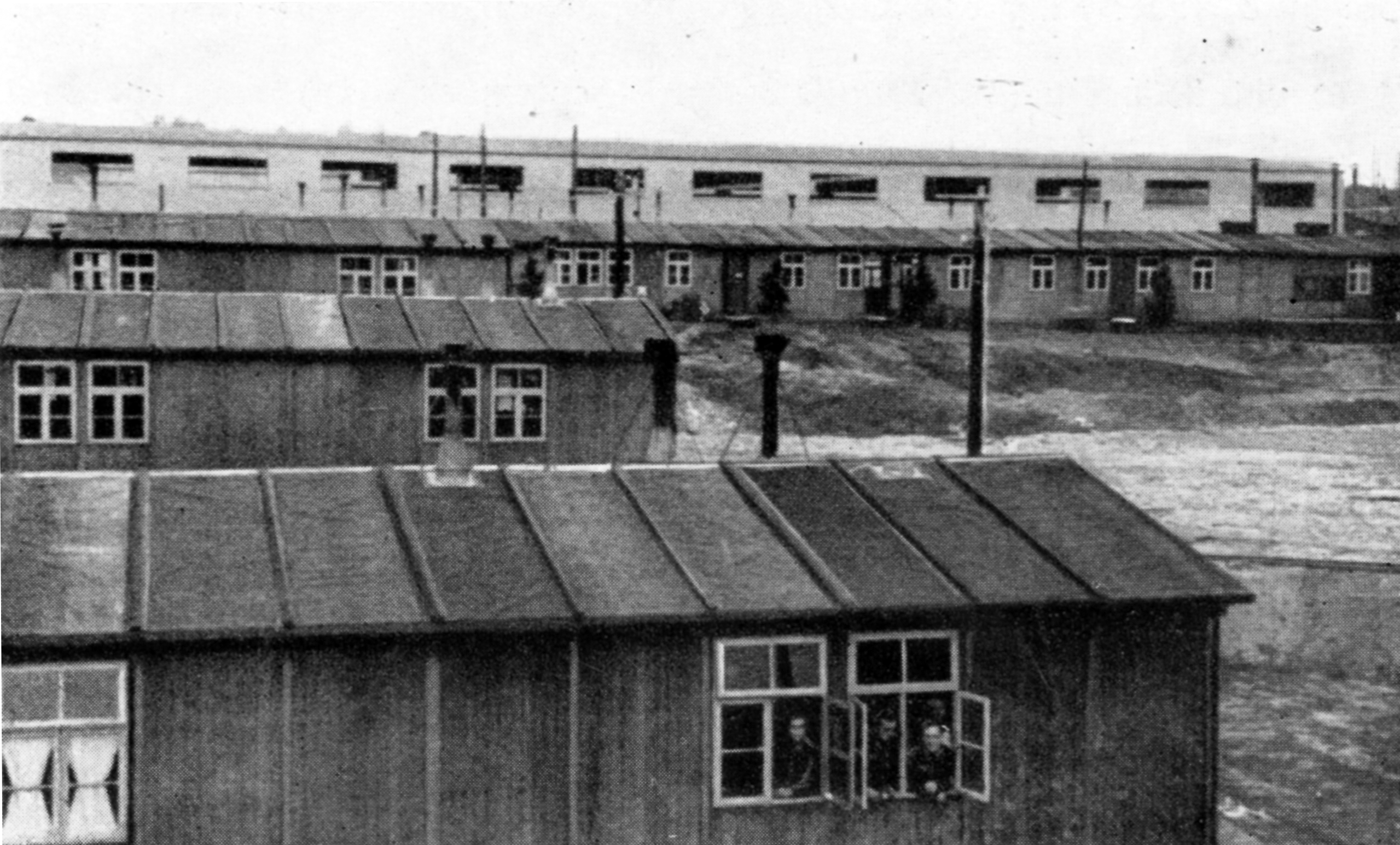
Wohnbaracken der Hohenfriedberg-Kaserne am Sparrenbusch in Bad Freienwalde, Standort des Kradschützen-Bataillon 3, 1935

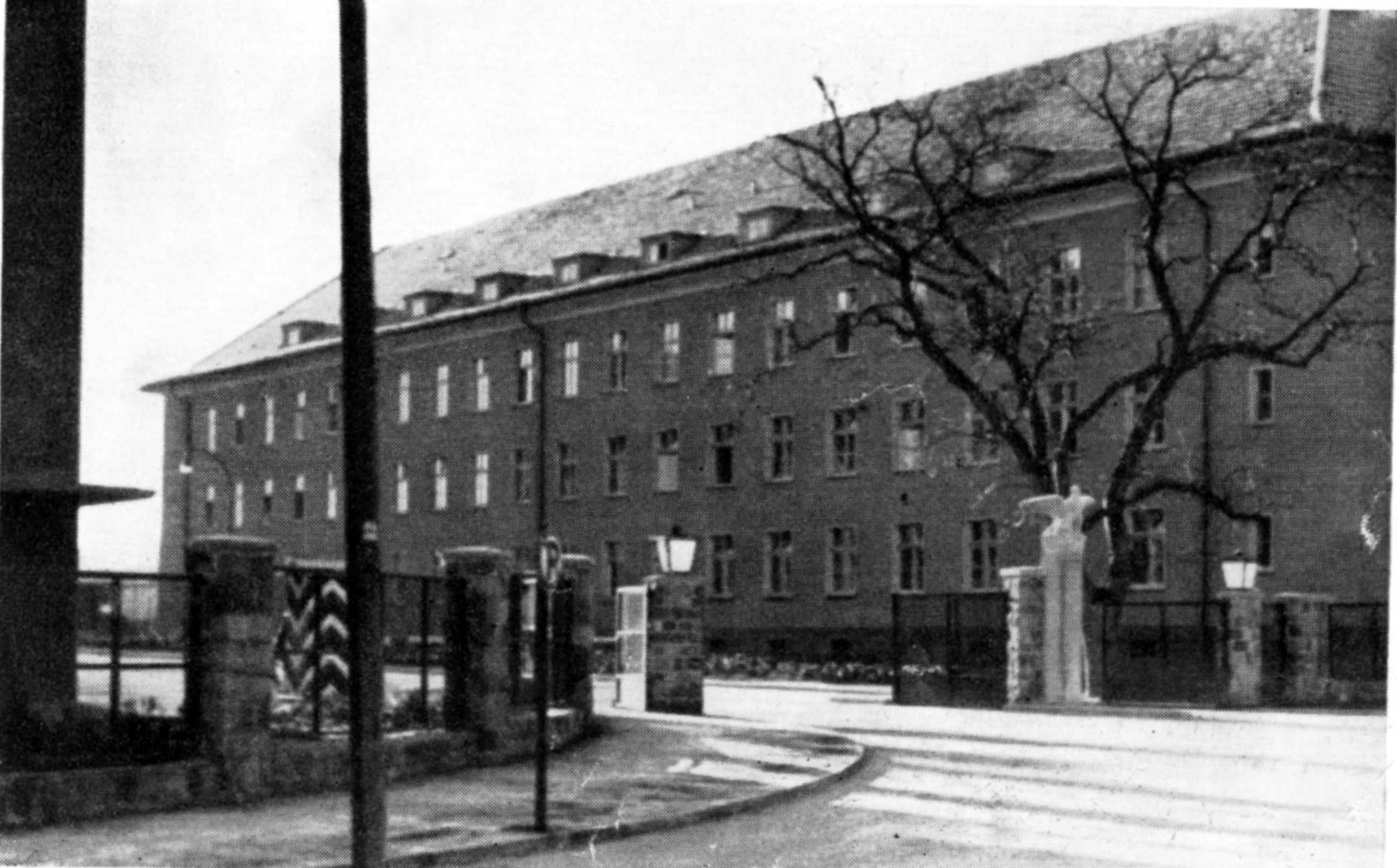
Wache der Hohenfriedberg-Kaserne am Sparrenbusch in Bad Freienwalde (Oder) 1937

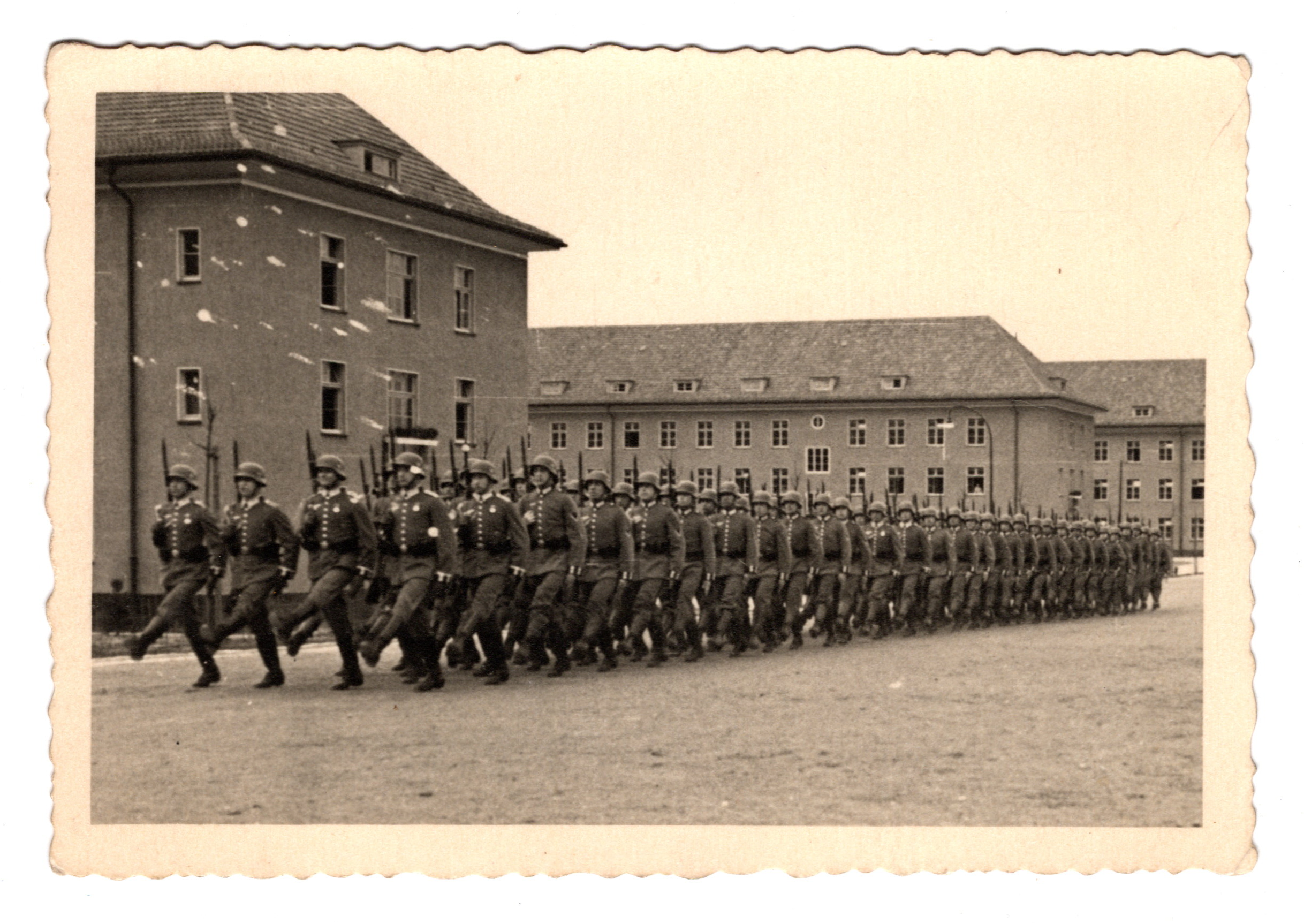
Vorbeimarsch des Kradschützen-Bataillon 3 in der Hohenfriedberg-Kaserne am Sparrenbusch am 8. Mai 1937.

Die Hohenfriedberg-Kaserne am Sparrenbusch war eine Kaserne in Bad Freienwalde, die von 1935 bis 1936 erbaut und von der Wehrmacht, der Roten Armee, der Sowjetarmee und den Streitkräften Russlands bis 1993 genutzt wurde.

## Name
Die Kaserne war nach der Schlacht bei Hohenfriedberg benannt. Der Sparrenbusch ist eine Erhebung am Abhang des Barnims zum Oderbruch. Das Restaurant „Forsthaus Sparrenbusch“ wurde 1935 für den Kasernenneubau abgerissen. Der Wald, an dessen Ort ab Mitte der 30er Jahre die Kaserne gebaut wurde, trägt diesen Namen, weil er zu den Besitztümern der Familie von Otto Christoph von Sparr gehörte.

## Lage
Die ehemalige Hohenfriedberg-Kaserne liegt an der B158 (Berliner Straße) am westlichen Stadtrand von Bad Freienwalde Richtung Berlin auf dem Barnimabhang.

## Geschichte
Im Zuge der Aufrüstung der Wehrmacht wurde die Kaserne 1935 bis 1936 erbaut. Nach 1934 werden Neubauten von Truppenunterkünften ausnahmslos an den Stadträndern gebaut. Für die Kasernenneubauten kamen Einheitspläne und -grundrisse zur Anwendung. Zahlreiche Bad Freienwalder Bauunternehmen erhielten Aufträge. Das Stabsgebäude wurde von dem Freienwalder Bauunternehmen Otto Seidemann gebaut und am 17. September 1937 an das Kradschützen-Bataillon 3 übergeben. Das Kradschützen-Bataillon 3 kam aus Erfurt, wo es seit 17. September 1925 als 9. Schwadron des Reiterregiments 16 stationiert war. Im Zuge der Aufrüstung der Wehrmacht wurde das Reiterregiment motorisiert und die 9. Schwadron unter dem Bataillonskommandeur Major Günther von Manteuffel nach Bad Freienwalde verlegt, wo das Vorauskommando am 24. September 1935 eintraf. Zusätzlich wurden Polizisten der Schutzpolizei (Schupo) aus den Landeskompanien Breslau, Stettin und Köslin in das Bataillon eingegliedert. Das Kradschützen-Bataillon 3 war Teil des Schützenregiments 3 aus Eberswalde und mit diesem der 3. Panzer-Division unterstellt.
Da die Bauarbeiten auf dem Sparrenbusch noch nicht beendet waren, zog ein Teil des Bataillons zuerst in Wohnbaracken. Ein Teil des Bataillons wurde auch in Wriezen untergebracht. Am 10. Juni 1936 war die Kaserne dann fertig und alle Teile des Bataillons konnten am Sparrenbusch einziehen.
Zeitgleich wurden drei Achtfamilienhäuser für Unteroffiziere in der Berliner Straße, weitere Wohnungen für Militärpersonal in der Graf-Haeseler-Straße (heute August-Bebel-Straße), ein Offizierskasino und ein Standortschießplatz gebaut. An der Ecke Berliner Straße/August-Bebel-Straße entstand das Gebäude der Heeresstandortverwaltung. In der Dragonerstraße (heute Am Park) wurden für Kasernenangestellte Zweifamilienhäuser gebaut.
Am 7. Februar 1940 wurde das Schützen-Ersatz-Bataillon 8 aus Frankfurt (Oder) nach Bad Freienwalde verlegt. Das Bataillon wurde dann  am 28. Oktober 1940  nach Eberswalde verlegt.
Am 1. April 1945 wurde die aufgefrischte 5. Jägerdivision aus dem Raum Ueckermünde nach Bad Freienwalde verlegt, um hier zwischen der 606. Infanterie-Division in Wriezen und der 1. Marine-Infanterie-Division nördlich des Hohenzollernkanals an der Schlacht um die Seelower Höhen teilzunehmen. Nachdem am 19. April 1945 die  606. Infanterie-Division Wriezen nicht halten konnte, zogen sich die 5. Jägerdivision und die 606. Infanterie-Division auf den dritten Verteidigungsstreifen auf dem Barnimabhang ("Wotanstellung") zurück. Am 20. April 1945 erfolgte der Rückzug Richtung Eberswalde und die kampflose Einnahme der Stadt Bad Freienwalde durch die sowjetischen Truppen. Die Hohenfriedberg-Kaserne wurde unmittelbar von der Sowjetarmee übernommen.
Von 1946 bis 1993 waren dann sowjetische bzw. russische Kampftruppen in der Hohenfriedberg-Kaserne stationiert. Von 1946 bis 1985 war das 16. Garde -Mot.-Schützenregiment Lwiw (GdMSR) der 6. Garde-Mot.-Schützendivision in der Kaserne stationiert. Den Ehrennamen Lwiw erhielt die Einheit für die Befreiung von Lemberg (russisch: Lwiw) am 27. Juli 1944. Nach Umbenennung und Umstrukturierung 1985 wurde hieraus das 6. Garde-Panzerregiment Lwiw (GdPR) der 90. Garde-Panzerdivision (90. GdPD Bernau), das 1993 nach Russland zurückverlegt wurde.
Nach der Auflösung des Standortes wurde das Gelände am Sparrenbusch zu zivilen Wohnzwecken umgebaut und die heutige Waldstadt entstand.

## Stationierungen
1937–1945
Kradschützen-Bataillon 3 des Schützenregiments 3
Unterstellung: Schützenregiment 3 (Eberswalde), 3. Panzer-Division
1940–1940
Schützen-Ersatz-Bataillon 8
1945
5. Jägerdivision
1945–1985
16. Garde-Motorisiertes-Schützenregiment „Lwiw“ (GdMSR), Lenin-Orden, Rotbannerorden, Suworow-Orden, Kutusoworden, Bogdan-Chmelnizki-Orden
Vollständiger Russischer Name: 16-й гвардейский мотострелковый Львовский ордена Ленина Краснознамённый орденов Суворова, Кутузова и Богдана Хмельницкого полк (в/ч п/п 60524) Бад-Фрайенвальде
Unterstellung: 6. Garde-Motorisierte-Schützendivision (GdMSD Bernau)
1985–1993
6. Garde Panzerregiment „Lwiw“ (GdPR), Lenin-Orden, Rotbannerorden, Suworow-Orden, Kutusoworden, Bogdan-Chmelnizki-Orden (Bad Freienwalde)
Vollständiger Russischer Name: 6-й гвардейский танковый Львовский ордена Ленина Краснознамённый орденов Суворова, Кутузова и Богдана Хмельницкого полк (Бад-Фрайенвальде)
Ausrüstung 1990: 93 T-80, 58 BMP (24 BMP-2, 30 BMP-1, 4 BRM-1K), 2 BTR- 60, 18 2Cl, 6 BMP-1KSH, 2 PRP-3/4, 3 RCM, 1 R-145BM, 3 PU-12, 2 MT-55A
Unterstellung: 90. Garde-Panzerdivision (90. GdPD Bernau)

## Einzelnachweise

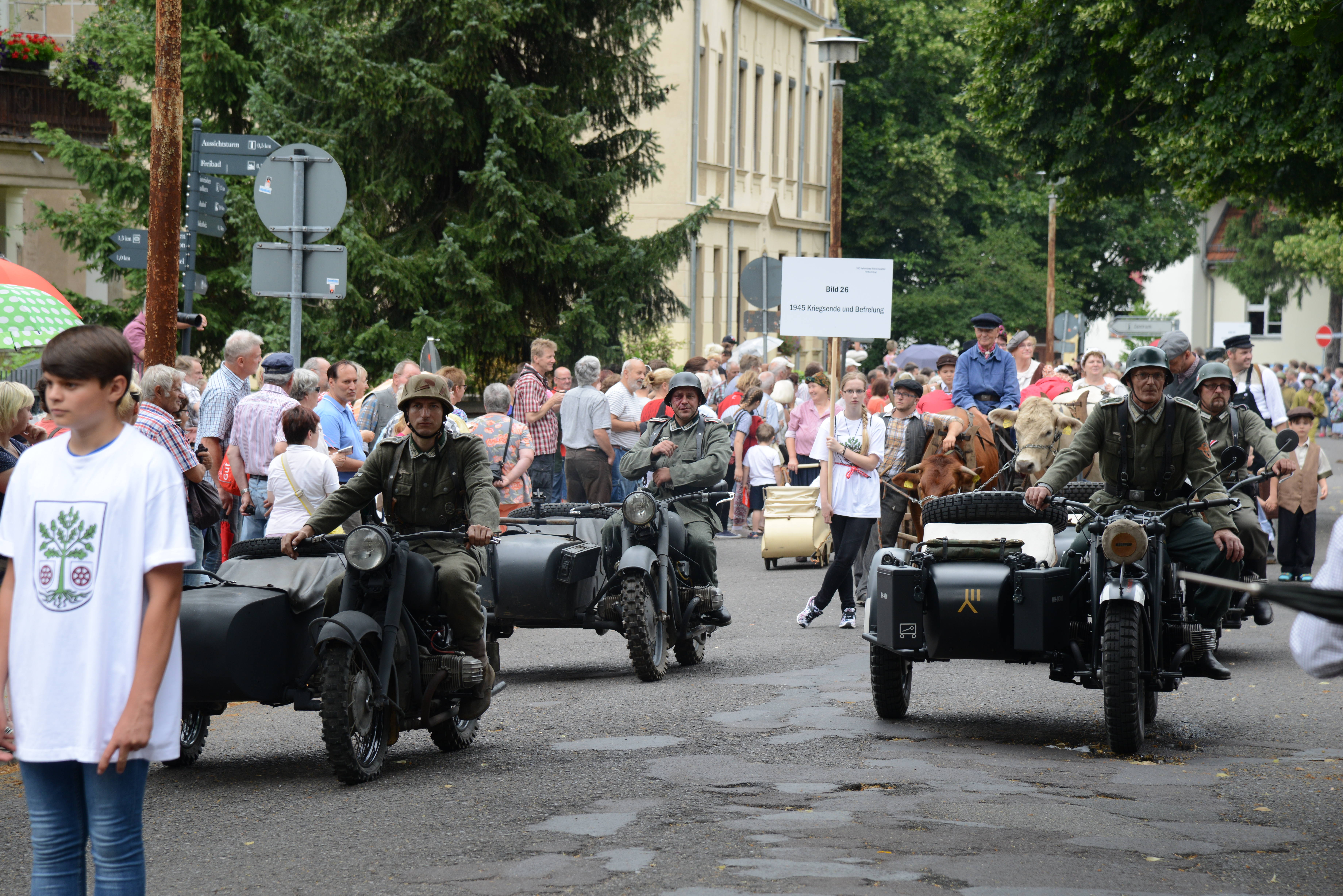
Reenactment des Kradschützen-Bataillon 3 der 3. Panzer-Division aus der Hohenfriedberg-Kaserne am Sparrenbusch in Bad Freienwalde (Oder) bei der 750-Jahr-Feier 2016.